# Wolfgang Steinbach
Wolfgang Steinbach (né le 21 septembre 1954 à Schönebeck) est un footballeur international est-allemand. Il participe aux Jeux olympiques d'été de 1980, remportant la médaille d'argent avec l'Allemagne de l'Est.

## Biographie

### En club
Wolfgang Steinbach joue principalement en faveur du 1. FC Magdebourg, club où il évolue pendant 17 saisons, de 1971 à 1987 puis de 1989 à 1990. Il remporte avec cette équipe trois titres de champion de RDA, et trois Coupes de RDA.
Il dispute plus de 500 matchs en championnat (RDA puis Allemagne réunifiée). Il inscrit 10 buts en Oberliga lors de la saison 1983-1984, ce qui constitue sa meilleure performance.
Au sein des compétitions européennes, il joue un match en Coupe d'Europe des clubs champions, 23 matchs en Coupe de l'UEFA (six buts), et 14 matchs en Coupe des coupes (quatre buts). Il est quart de finaliste de la Coupe de l'UEFA en 1977 puis en 1978. Il est également quart de finaliste de la Coupe des coupes en 1979.

### En équipe nationale
Wolfgang Steinbach reçoit 28 sélections en équipe de RDA entre 1978 et 1985, inscrivant un but.
Il joue son premier match en équipe nationale le 4 avril 1978, en amical contre la Suède (défaite 0-1 à Leipzig).
Il joue quatre matchs rentrant dans le cadre des éliminatoires du mondial 1982, quatre rencontres lors des éliminatoires de l'Euro 1984, et enfin trois rencontres lors des éliminatoires du mondial 1986.
Le 13 avril 1986, il inscrit un but lors d'un match amical contre la Bulgarie (victoire 3-0 à Gera). C'est son seul but en équipe nationale.
Il reçoit sa dernière sélection le 13 mars 1985, en amical contre l'Algérie (match nul 1-1 à Batna).
Il participe avec l'équipe olympique aux Jeux olympiques de 1980 organisés à Moscou. Lors du tournoi olympique, il joue six matchs, inscrivant un but. La RDA s'incline en finale contre la Tchécoslovaquie.

## Palmarès

### équipe de RDA
- Jeux olympiques de 1980 :
  -  Médaille d'argent.

### 1. FC Magdebourg
- Championnat de RDA :
  - Champion : 1972, 1974 et 1975.
- Coupe de RDA :
  - Vainqueur : 1978, 1979 et 1983.